# Bruine violetoorkolibrie
De bruine violetoorkolibrie (Colibri delphinae) is een vogel uit de familie Trochilidae (kolibries).

## Verspreiding en leefgebied
Deze soort komt voor van Guatemala tot noordelijk en westelijk Zuid-Amerika en oostelijk Brazilië (Bahia). In Brazilië komt hij onder meer voor in het Chapada Diamantina en in Lençóis.

## Status
De grootte van de populatie is niet gekwantificeerd. Daarnaast kent de soort een dalende trend. Om deze redenen heeft de Bruine violetoorkolibrie de IUCN-status niet-bedreigd gekregen.